# Elektrownia jądrowa Loviisa
Elektrownia jądrowa w Loviisa (fiń. Loviisan ydinvoimalaitos) – czynna fińska elektrownia jądrowa z dwoma reaktorami wodno-ciśnieniowymi, położona na małym półwyspie Hästholmen około 100 km od Helsinek.
Elektrownia jest unikatowa z racji zastosowania zachodnich systemów kontroli i sterowania, m.in. firm Westinghouse i Siemens, do reaktorów jądrowych konstrukcji radzieckiej. Z tego powodu nazwana w mediach „Eastinghouse”.
Na terenie elektrowni znajduje się reaktor zakupiony od Polski, który miał być używany w nieukończonej Elektrowni Jądrowej w Żarnowcu. Służy on jednak tylko do badań materiałowych i szkolenia załogi. Elektrownia posiada też na miejscu własny niemal pełnowymiarowy symulator reaktora.

## Bloki energetyczne
| Nr bloku                | Blok 1                    | Blok 2                    |
| ----------------------- | ------------------------- | ------------------------- |
| Typ                     | WWER                      | WWER                      |
| Model                   | VVER-440 V-213            | VVER-440 V-213            |
| Status                  | Aktywny                   | Aktywny                   |
| Dostawca                | Atomstroyexport           | Atomstroyexport           |
| Właściciel              | Fortum Power and Heat Oyj | Fortum Power and Heat Oyj |
| Operator                | Fortum Power and Heat Oyj | Fortum Power and Heat Oyj |
| Data rozpoczęcia budowy | 1 maja 1971               | 1 sierpnia 1972           |
| Data osiąg. stanu kryt. | 21 stycznia 1977          | 17 października 1980      |
| Data włączenia do sieci | 8 lutego 1977             | 4 listopada 1980          |
| Moc elektryczna netto   | 502 MW                    | 496 MW                    |
| Moc elektryczna brutto  | 520 MW                    | 520 MW                    |
| Moc termiczna           | 1500 MW                   | 1500 MW                   |
| Współczynnik wydajności | 93% %                     | 93% %                     |

## Historia

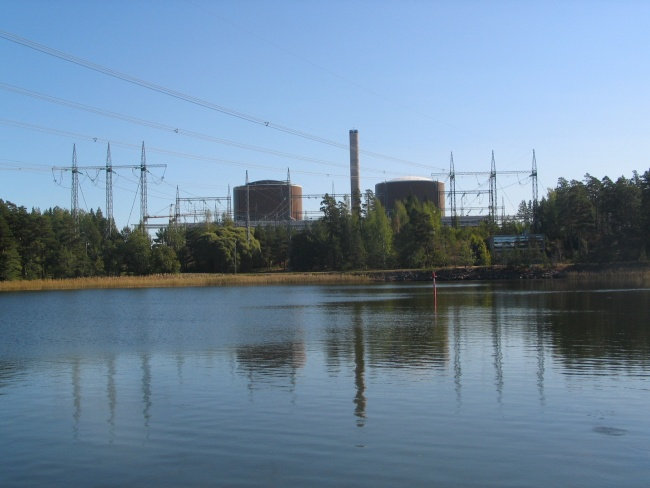
Elektrownia we wrześniu 2006 roku

Negocjacje techniczne toczyły się w latach 1967-1970 a ich toku okazało się, że fińskie wymagania bezpieczeństwa różnią się w wielu aspektach od ówczesnej praktyki radzieckiej. Finowie zdecydowali się m.in. na obudowę bezpieczeństwa (stosunkowo dużej z powodu ułożonych poziomo generatorów pary) oraz redundancję pomp UACR, generatorów Diesla i innych systemów bezpieczeństwa. Z powodu różnych wymagań i kłopotliwości ich zastosowania, obudowa bezpieczeństwa została wyposażona w unikatowy kondensator lodowy.
Pierwszy blok elektrowni rozpoczęto budować wiosną 1971 a ukończono 6 lat później. Blok nr 1 rozpoczął komercyjną pracę w dniu 9 maja 1977. Blok nr 2 - 5 stycznia 1981.
W rezultacie doświadczeń zebranych przez kadry inżynierskie podczas pracy na symulatorach, podczas pracy elektrowni, doświadczeń zebranych podczas eksploatacji innych reaktorów PWR, a także awarii w EJ Three Mile Island, elektrownia przeszła usprawnienia systemów bezpieczeństwa (np. podgrzewanie wody w zbiornikach awaryjnych w celu zminimalizowania szoku termicznego w przypadku jej zrzutu). 
Po katastrofie w Fukushimie reaktory pomyślnie przeszły zarządzone przez Radę Europejską testy bezpieczeństwa (stress tests). Dodatkowe kontrole na polecenie ministra zatrudnienia i gospodarki przeprowadził też krajowy nadzór jądrowy (Stuk). Stwierdzono, że elektrownia spełnia normy bezpieczeństwa i nie są wymagane żadne pilne usprawnienia.
Od 2005 roku trwał 4-etapowy program zmiany systemów kontrolnych elektrowni z analogowych na cyfrowe. W 2014 Fortum zerwało kontrakt na jeden z etapów tych prac z konsorcjum Areva-Siemens i przekazało go firmie Rolls-Royce. Kontrakt miał być realizowany do 2018.
W 2007 roku właściciel elektrowni wystąpił o ocenę oddziaływania na środowisko pod kątem budowy trzeciego bloku o mocy elektrycznej 1000-1800 MW. Ocenę ukończono w 2008 i przedłożono we właściwym ministerstwie, następnie zwrócono się o wstępne pozwolenie na budowę. W tym samym roku odnowiono licencję na pracę obu reaktorów (nr 1 do 2027, nr 2 do 2030 roku).

## Instalacja przetwarzania odpadów
15 lutego 2016 roku uruchomiono pilotażową instalację do zestalania ciekłych odpadów radioaktywnych (niskiej i średniej aktywności, której budowa rozpoczęła się w 2006. Przetwarza ona odpady powstałe przy eksploatacji reaktorów (około 900 m³) i będzie przetwarzała odpady, które powstaną przy jej demontażu i likwidacji.